# Буковац (Воєводина)
Буковац (серб. Буковац) — приміське село в Сербії, приналежний до міської общини Петроварадин Південно-Бацького округу в багатоетнічному, автономному краю Воєводина.

## Населення

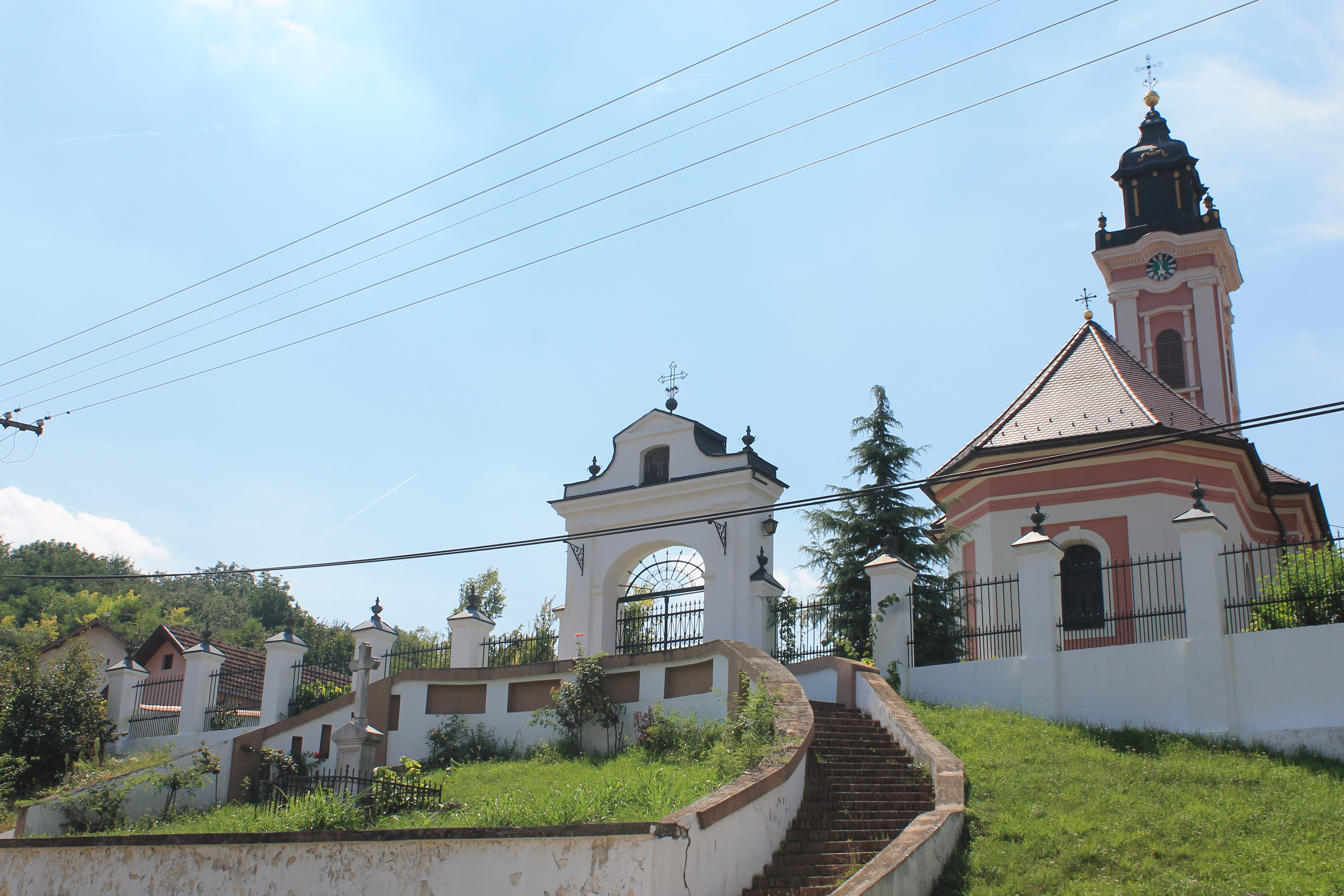
Церква Вознесіння Господнього

Населення села становить 3699 осіб (2002, перепис), з них:
- серби — 3343 — 93,24%;
- югослави — 38 — 1,05%;

Решту жителів  — з десяток різних етносів, зокрема: чорногорці, хорвати, словаки і десяток русинів-українців.